# Паневежиски округ
Паневежиски округ (лет. Panevėžio apskritis) је округ у републици Литванији, у њеном североисточном делу. Управно средиште округа је истоимени град Паневежис. Округ припада литванској историјској покрајини Аукштајтија.
Површина округа је 7.881 km², а број становника у 2008. године је 284.235 становника.

## Положај
Паневежиски округ је унутаркопнени округ у Литванији. То је и погранични округ према Летонији на северу. На истоку се округ граничи са округом Утена, на југу са округом Вилњус, на југозападу са округом Каунас и на западу са округом Шауљај.

## Општине
- Биржај општина
- Купишкис општина
- Паневежис град
- Паневежис општина
- Пасвалис општина
- Рокишкис општина